# Vertrag in Bezug auf die Nutzung von U-Booten und Schadgasen in der Kriegführung
Der Vertrag in Bezug auf die Nutzung von U-Booten und Schadgasen in der Kriegführung vom 6. Februar 1921 war eine völkerrechtliche Übereinkunft. Er sollte unter anderem das Verbot Chemischer Waffen, den Schutz von Seeleuten und Passagieren auf Handelsschiffen und das Verbot von Angriffen von U-Booten auf Handelsschiffe festschreiben. 
Der Vertrag wurde von zehn Nationen unterzeichnet:
- Für die Vereinigten Staaten von Amerika: Charles Evans Hughes, Henry Cabot Lodge, Oscar W. Underwood.
- Für das Vereinigte Königreich: Arthur James Balfour, Arthur Lee, 1. Viscount Lee of Fareham, Auckland Campbell Geddes.
- Für Kanada: Robert Borden.
- Für Australien: George Pearce.
- Für Neuseeland: John William Salmond.
- Für Südafrika: Arthur James Balfour.
- Für Indien: V. S. Srinivasa Sastri.
- Für Frankreich: Albert Sarraut, Jean Jules Jusserand.
- Für Italien: Carlo Schanzer, Vittorio Rolandi Ricci, Luigi Albertini.
- Für Japan: Tomosaburo Kato, Kijuro Shidehara, Manasao Hanihara.

Der Vertrag trat jedoch nicht in Kraft, da er von Frankreich nicht ratifiziert wurde.